# Launceston (Cornwall)
Launceston (/ˈlɑːnstən/ LAHN-stən) ist eine Stadt in Großbritannien. Sie liegt in der Region South West England im Norden der Grafschaft Cornwall an der Grenze zur Grafschaft Devon, welche durch den Fluss Tamar gebildet wird. Die Stadt hat circa 11700 Einwohner.
Launceston ist eine alte Marktstadt mit überregionaler Bedeutung in Cornwall und hatte bereits zu angelsächsischer Zeit eine eigene königliche Münze. Die Marktrechte waren königlich verliehene Privilegien. Später war die Stadt zudem ein bedeutendes Justizzentrum, bis dieses im 19. Jahrhundert nach Bodmin kam. Ein sehr reiches Priorat, das zu St. Stephen gehörte, wurde im 16. Jahrhundert aufgelöst und nie wieder restituiert. Einmal in seinem Leben muss der Prince of Wales nach Launceston kommen, um seine traditionell verbürgten Rechte entgegenzunehmen.

## Die Namen der Stadt
Im Mittelalter heißt die Stadt noch Dunheved – unter diesem Namen sie auch im Domesday Book erwähnt wird. Der Name Dunheved (engl. Down-head) ist somit eine cornische Bezeichnung für die Lage der Stadt am Ende einer Hochebene oder Gebirgskammes – eines sog. Downs.
Der aktuelle Name der Stadt ist abgeleitet von keltisch lann (Umzäunung, Haus, insbesondere Kirche), daher auch von Lannstevan. Der Name bezieht sich auf den lokalen Schutzheiligen St. Stephan, dem die Hauptkirche geweiht ist.
Weitere Namens- und Aussprachevarianten sind:
- Launceston/ˈlɔːnstən/ LAWN-stən, locally /ˈlænsən/ LAN-sən auch /ˈlɑːnsən/ LAHN-sən
- Cornish: Lannstevan
- selten gebraucht als lokale Kurzform: Lanson[1]

## Die Burg
Die Burgruine von Launceston Castle gehört zu den Attraktionen der Stadt. Es gibt Hinweise aus Grabungen, die auf eine möglicherweise sogar prähistorische Besiedelung des Burggeländes hinweisen
, aber die heute sichtbare Anlage wurde von den Normannen als Motte unter Wilhelm dem Eroberer erbaut und erhielt im 13. Jahrhundert einen Keep. Die Burg war strategisch wichtig und war lange Zeit ein Justizzentrum bis zum Abriss des letzten Gefängnisgebäudes 1840. Der Keep – aber auch das nördliche Torhaus – wurde lange als Gefängnis genutzt.
Cuthbert Mayne wurde dort im Jahre 1577 bis zu seiner Hinrichtung wegen Hochverrates im selben Jahre gefangengehalten. Als Protestant geboren war er zum Katholizismus konvertiert und wurde wegen des Verbringens von päpstlichen Schriften nach England zum Tode verurteilt. Wegen der angewandten Hinrichtungsmethode gilt er der katholischen Kirche als Märtyrer und wurde im 20. Jahrhundert heiliggesprochen.
Im Jahre 1656 ist am ehesten im Keep der Gründer der Quäker – George Fox – gefangen gehalten worden.
Die Burg wies keine durchgehende dynastische Linie der Burgherren auf und war zeitweise nicht als Lehen vergeben, sondern es wurden Verwalter durch den König eingesetzt. Ab 1650 darf die Burg bis auf besagte Gefängnisbauten als abgängig und unbrauchbar betrachtet werden. Teilweise ist die Stadt in das alte Burggelände hineingewachsen – u. a. das nördliche Torhaus wurde von einem Lotteriegewinner durch das Eagle House ersetzt.

## Altertümer der Umgebung
Die Gegend war schon lange vor den Normannen menschlich besiedelt und Kulturdenkmäler wurden hinterlassen, so finden sich in der Umgebung Steinmonumente aus vorchristlicher Zeit wie der Steinkreis The Hurlers und der Trethevy Quoit.

## Geologie und Bergbau in der Umgebung
Ost-Cornwall und West-Devon weisen eine Geologie auf, die auch einem Erdzeitalter den Namen gegeben hat, d. h. Sedimentgesteine aus dem Zeitalter des Devon sind führend. Zudem findet man vulkanische Gesteine und Urgestein. Wegen des Erzreichtums einiger Gesteine hat sich in der Umgebung von Launceston Bergbau herausgebildet. In Launceston selbst gab es keinen Bergbau, aber in direkter Umgebung, so z. B. im Tal des River Tamar und umliegende Ortschaften. Launceston selbst steht auf einem sehr harten vulkanischen Gestein, aus dem auch der Burgberg gebildet wird. Zinn, Kupfer und auch seltenere Erden sowie eisenhaltige Mineralien wurden gewonnen. Schiefer und auch Kalk kommen vor, die teilweise Hinweise auf starke Faltungen aufweisen und auch in Steinbrüchen abgebaut wurden. Ein bekannter Steinbruch, dessen gut schnitzbare Steine magmatischer Herkunft auch überregional verwendet wurden und auch in historischen Gebäuden von Launceston reichlich Verwendung fanden, lag wenige Kilometer westlich in der Ortschaft Polyphant.

## Weitere Wirtschaftszweige
Geländeunebenheiten weisen auf eine landwirtschaftliche Nutzung der Umgebung von Launceston schon zu angelsächsischer Zeit hin. Weiterhin sind für Launceston Wollproduktion auch für die Herstellung von Ausfütterungen von Kleidungsstücken, Gerberei und Getreidehandel nachgewiesen. Mehrere Mühlen, die diese Gewerbe bedienten, säumten das Ufer des River Kensey. Zudem hatte Launceston eine 1830 gegründete Mineralwasserfabrik (J.S. Eyre & Co. Water Manufactory), die wohl auch durch eine eigene Gestaltung ihrer Flaschengebinde bekannt war. Weiterhin hatte die Stadt eine überregional bekannte Fertigung von Strohhüten. Heute sind viele Gewerbe nur noch durch museale Einrichtungen in der Umgebung veranschaulicht.

## Verkehrsanbindung, Infrastruktur
Launceston wird von mehreren Hauptstraßen durchquert. Die B3254 sowie die A388 geht durch die Ortschaft hindurch. Letztere stellt die Verbindung nach Plymouth her. Es existiert eine Anbindung an die A30 road, die als Ausbaustrecke Exeter über Okehampton mit Bodmin verbindet.
Eine 1862 genehmigte und 1865 eröffnete Zweigstrecke einer Eisenbahn von Plymouth über Tavistock nach Launceston wurde 1962 geschlossen, so dass aktuell keine Bahnanbindung der Stadt mehr existiert. Sie gehörte zum Schienennetz der Devon's Railways, die von verschiedenen Eisenbahngesellschaften betreiben wurden; für Launceston die SDR (South Devon Railways).
Launceston mit den umgebenden Gemeinden verfügt über zahlreiche Grundschulen und ein College für Schüler bis 18 Jahre. Zudem unterhält der National Health Service ein Krankenhaus. Weiterhin verfügt die Gemeinde über ein Stadtarchiv und ein lokales Museum, das sich unter dem Namen Lawrence House unter Verwaltung des National Trust befindet.

## Technisches Denkmal
Als ein Denkmal aus der frühindustriellen Zeit wurde unter touristischen Aspekten eine Dampfeisenbahn restauriert und erhalten, die Launceston Steam Railway.

## Naturschutz
In der Nähe von Launceston befindet sich eine der Öffentlichkeit zugängliche Aufzuchtstation für verschiedene Tierarten - der Tamar Otter Park, die als das Konzept der Station dann auch ausgewildert werden. Diese Station in der Trägerschaft des Otter Trust hat sich insbesondere der Hege der Otter - aber auch der Erhaltung anderer gefährdeter Tiere -  verschrieben. Alte Steinbrüche fanden als Lebensräume für Tiere eine neue Verwendung.

## Kirchengemeinden

### Anglikanische Gemeinden
Die drei Hauptkirchen sind anglikanisch und heißen St. Stephen, St. Mary Magdalene und St. Thomas the Apostle. Sie gehören zum Archidiakonat Bodmin in der Diözese Truro.
- Die Kirche von St. Stephen ist seit 1950 ein Grade I Listed Building im Denkmalschutz[26], deren Dach aber momentan reparaturbedürftig ist und die Kirche z. Z. wohl nicht durchgehend zugänglich ist.[27][28]
- St. Mary Magdalene ist eine Kirche, die aus zwei Bauabschnitten besteht. Ein mittelalterlicher Teil wurde aus Quarz-Porphyr-Steinen aus der nahegelegenen Ortschaft Polyphant errichtet. Es ist der Turm erhalten, der aus einem mittelalterlichen Wachturm hervorging und mit den Baumaßnahmen im 14. Jahrhundert durch Edward of Woodstock, den schwarzen Prinzen, in einen Kirchturm umgewandelt wurde. Das eigentliche Gotteshaus, das zu dieser Zeit entstand, wurde im 16. Jahrhundert wegen Baufälligkeit ersetzt durch Henry Trecarrell of Lezant, der die Granitblöcke, die für die Errichtung seines Herrenhauses vorgesehen waren, für den Neubau der Kirche stiftete aus Trauer um seinen früh verstorbenen Sohn. Eine Baulücke zwischen Kirche und Turm wurde 1851 durch den Duke of Northumberland mit dem Mayoralty Room geschlossen, der als Tagungsort für de Gemeinderat diente und letztlich die Funktion eines Chorraumes übernahm. Der mittelalterliche Teil der Kirche zeichnet sich durch erlesene Steinschnitzereien aus, auch der Innenraum der jüngeren Teile Kirche ist mit erlesenen Kunstwerken ausgestattet.[29]
- St. Thomas ist seit dem Jahre 1288 als Kirche erwähnt und war Thomas Becket geweiht. Die Gemeinde bedient auch einen Teil der ländlichen Umgebung und grenzt an das Gebiet von South Petherwin. Philip Gidley King wurde hier am 23. Mai 1758 getauft. Charles Causley wurde auf dem Friedhof der Kirche beigesetzt. Eine in unmittelbarer Nähe gelegene Augustinerabtei, die 1155 von St. Stephan an diesen Ort verlegt wurde, ist 1539 aufgelöst worden und völlig in Vergessenheit geraten bis 1886 ihre Reste beim Eisenbahnbau wiederentdeckt wurden.[17]

### Katholiken
Eine katholische Gemeinde wird durch die Kirche St. Cuthbert Mayne bedient, die zur Diözese Plymouth gehört, benannt nach dem in Launceston hingerichteten Priester Cuthbert Mayne.

### Methodisten und weitere

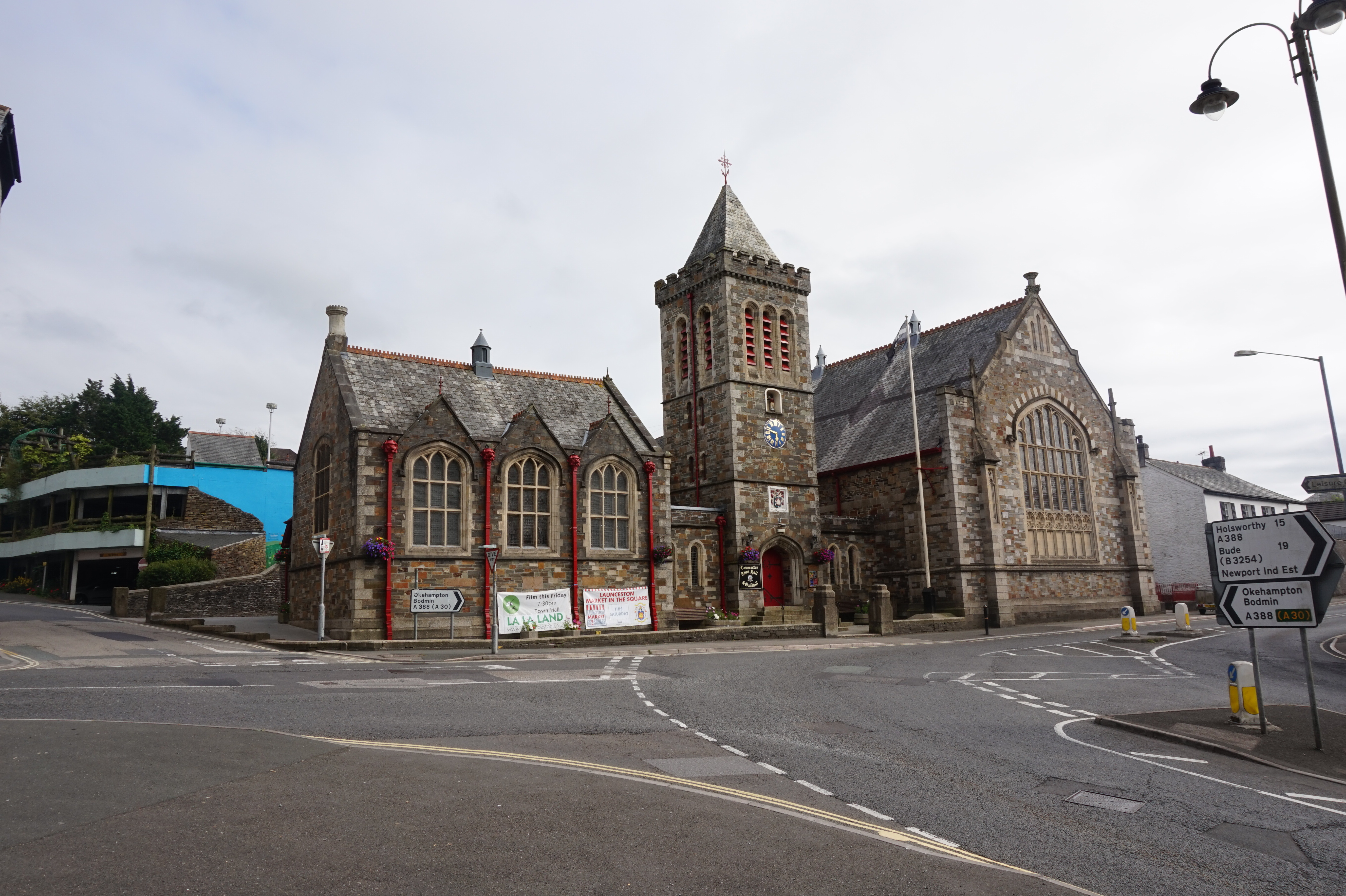
Gebäude der Freikirche in Launceston

Die Gemeinde der Methodisten geht auf John Wesley zurück, der im Jahre 1743 Launceston besuchte. Anfangs konnte ein Bethaus beschafft werden, welches 1845 niederbrannte. Es folgten 3 Kirchengebäude aufeinander; der erste Bau wurde 1866 verkauft und abgerissen, der zweite musste nach nur 8 Jahren wegen Baufehlern durch den heutigen Bau ersetzt werden, der die Wesleyan Methodist Church von Launceston ist und Big Wesley im Volksmund genannt wird und in der Gegend um Launceston die Hauptkirche der Religionsgemeinschaft ist. Der Bau erfolgte einschließlich angegliederter Klassenräume im Jahre 1840. Es wurden neben Granit und Kalkstein auch Steine aus den Steinbrüchen von Polyphant verwendet.
Zudem gibt es noch eine freikirchliche Gemeinschaft, die sich Launceston Community Church nennt.

## Persönlichkeiten
- Charles Causley (1917–2003) geboren in Launceston, britischer Dichter, Kinder- und Jugendbuchautor
- George Fox (1624–1691), Hauptbegründer des Quäkertums, zeitweise Gefangener in der Burg, bekannt mit Oliver Cromwell
- Philip Gidley King (1758–1808) geboren in Launceston (Cornwall), Kapitän der Royal Navy, dritter Gouverneur von New South Wales in Australien, ihm zu Ehren Launceston in Tasmanien benannt.
- Cuthbert Mayne (1543/44 - 1577), Konvertit und katholischer Priester, Gefangener in der Burg und in Launceston wegen Hochverrat hingerichtet.[12]
- Roger Moore (1927–2017), Schauspieler und Absolvent des Launceston College.
- James Ruse (1759–1837) geboren in Launceston, gestorben in Campbellton, New South Wales war ein Landwirt und Landeigentümer in England, der im Jahr 1787 als Sträfling mit der First Fleet nach Australiendeportiert wurde.